# Belp
Belp ist eine politische Gemeinde im Verwaltungskreis Bern-Mittelland des Kantons Bern in der Schweiz.

## Name
Der Name Belp ist nicht auf einen eindeutigen Ursprung zurückzuführen. 1239 wurde Pelpa dokumentiert, dieser Name ist keltischen Ursprungs und bedeutet Kehre, Wendung und bezeichnet den Ort der an einer Kehre des Flusses Gürbe liegt. Möglicherweise stammt die Ortsbezeichnung aber aus dem gallo-romanischen Balbia, was Steilhang bedeutet.

## Geographie

### Bedeutung
Belp liegt am Eingang des Gürbetals, 10 km von Bern entfernt Richtung Thunersee. In Belp liegt der Flughafen Bern-Belp. Belp stellt trotz seiner Nähe zu Bern eine eher ländlich geprägte Gemeinde dar.

### Belper Giessen
In Belp liegt die Aare-Auenlandschaft Belper Giessen, ein national bedeutendes Auengebiet, das sich entlang der Aare und der am Ostrand des Flughafens Bern-Belp verlaufenden Giesse erstreckt, die in Underselhofen in die Gürbe mündet. Diese Aue umfasst gut 417 ha in den Gemeinden Belp, Allmendingen, Bern, Kehrsatz., Köniz, Münsingen, Muri und Rubigen. Sie ist seit 1992 im Bundesinventar der Auengebiete von nationaler Bedeutung erfasst und als Fliessgewässer typologisiert.
Die Biologin Sara Rohr wies in ihrer Studie über die Spinnendiversität der verschiedenen Vegetationsstufen in diesem Auengebiet 108 Spinnenarten nach und konnte zusätzlich 80 verschiedene Laufkäfer und die letztmals vor rund 80 Jahren in der Umgebung von Bern festgestellte Schneefliegenart Chionea belgica beobachten.

## Geschichte
Gräberfunde lassen darauf schliessen, dass die Gegend von Belp bereits um 1200 v. Chr. besiedelt war. Eine erste urkundliche Erwähnung von Belp gibt es im Jahr 1107. Die Kirche Belp wird 1228 erstmals im Kirchenverzeichnis des Bistums Lausanne aufgeführt. Auf der Burg Hohburg, erbaut 1125, residierten die Freiherren von Belp-Montenach. Im Jahre 1298 kämpften die Freiherren an der Seite Freiburgs gegen die Stadt Bern und wurden in den Schlachten von Dornbühl und Niederwangen geschlagen. Die Freiherren mussten danach Belp an die Stadt Bern abtreten. Mit dem Untergang des alten Bern, 1798, fiel auch die Freiherrschaft von Belp dahin. 1803 wurde Belp Amtssitz des ehemaligen Amtsbezirks Seftigen, dessen Verwaltung ab 1810 im Schloss Belp untergebracht war.
Seit 2009 befindet sich die erste serbisch-orthodoxe Kirche der Schweiz in Belp. Eine zwischen 1973 und 1975 erbaute Kläranlage wurde 2010 stillgelegt und die ARA Region Belp an die ARA Region Bern angeschlossen. Seit 2014 hat Bauhaus (Baumarkt) seinen Hauptsitz in Belp.

## Politik
Derzeit setzt sich der siebenköpfige Gemeinderat aus 3 SVP, 2 SP, 1 FDP und 1 Mitte zusammen. Gemeindepräsident ist seit 2025 Stefan Neuenschwander (SP).
Die Departementsverteilung sieht in der Legislatur 2025–2028 wie folgt aus: Stefan Neuenschwander (SP; Gemeindepräsident; Planung und Umwelt), Jean-Michel With (SVP; Gemeinde-Vizepräsident; Bau), Kristin Zehnder Arnold (SP; Sicherheit), Hans Peter Iseli (SVP; Finanzen), Markus Müller (Die Mitte; Bildung und Kultur), Patrick Müller (FDP; Liegenschaften) und Thomas Walther (SVP, Soziales).
- SP: 2
- Mitte: 1
- FDP: 1
- SVP: 3

## Sport und Freizeit
Der Belper Verein SHC Belpa 1107 spielt in der Schweizer Nationalliga für Streethockey. Weitere grosse Vereine in Belp sind der Fussball Club Belp, der Turnverein Belp oder der Frauenverein Belp. In Belp sind über 80 Vereine (Stand 2025) aktiv und tragen ihren Teil zu einem attraktiven Dorfleben bei. In Belp findet im Mai der Jahrmarkt und im Dezember der grosse Dezembermarkt statt. Belp hat zudem einen schönen Vita-Parcours, ein grosses Schwimmbad (Giessenbad), eine Trampolinhalle und einen Tennisplatz.

## Persönlichkeiten
- Bendicht Straub (1787–1868), Politiker, Regierungsrat des Kantons Bern und Nationalrat
- Karl Erb (1926–2018), Sportjournalist und Buchautor
- Martin Menzi (1929–2024), Entwicklungshelfer und Hochschullehrer
- Rudolf Joder (* 1950), Nationalrat (SVP)
- Andreas Brönnimann (* 1955), Nationalrat (EDU)
- Madeleine Graf-Rudolf (* 1957), Grossrätin (Grüne)
- Peter Stohler (* 1967), Kunsthistoriker, Kulturmanager und Publizist
- Anna Jobin (* 1982), Forscherin
- Joana Hählen (* 1992), Skirennfahrerin

## Kulturgüter

Flugaufnahme 1952
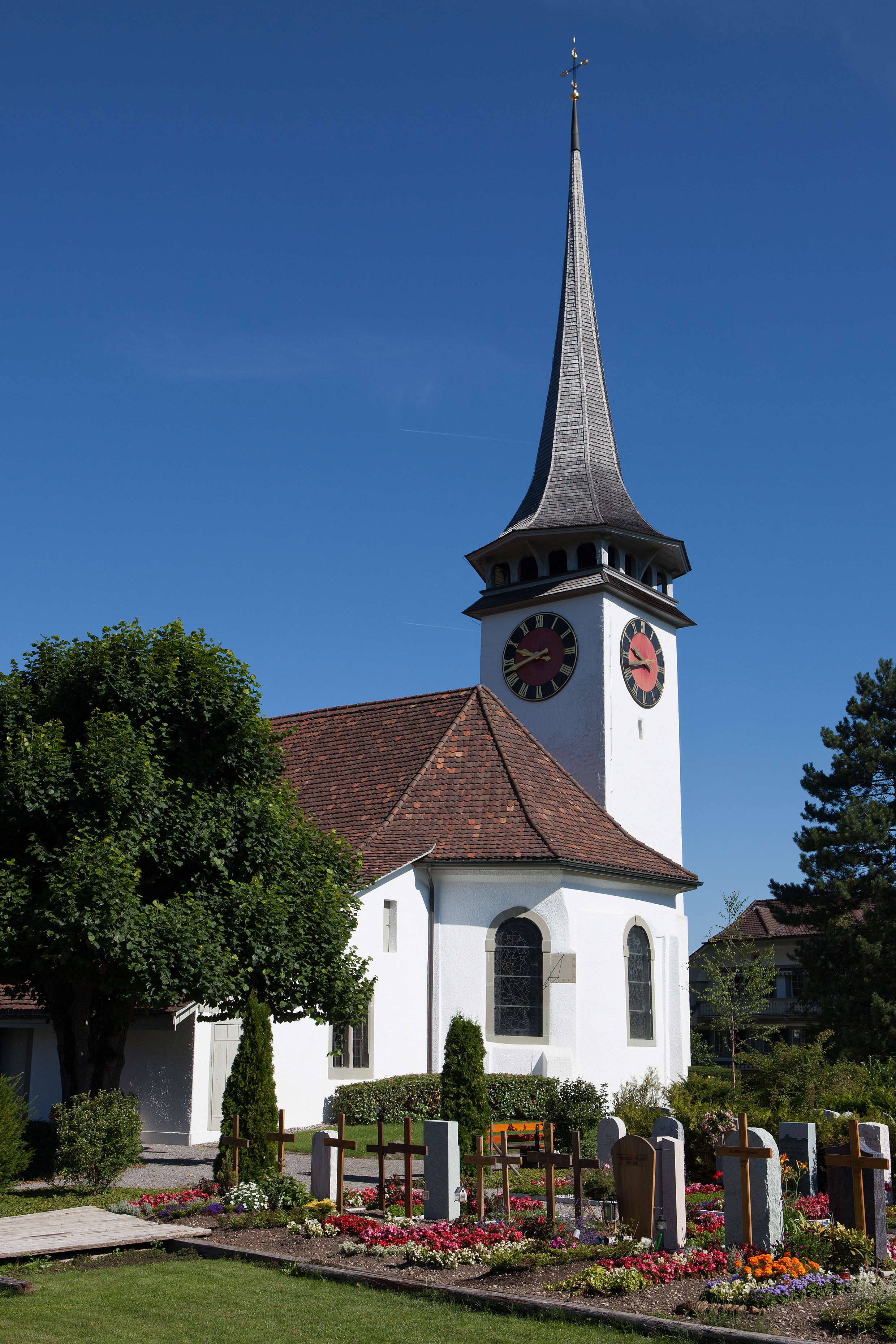
Reformierte Kirche
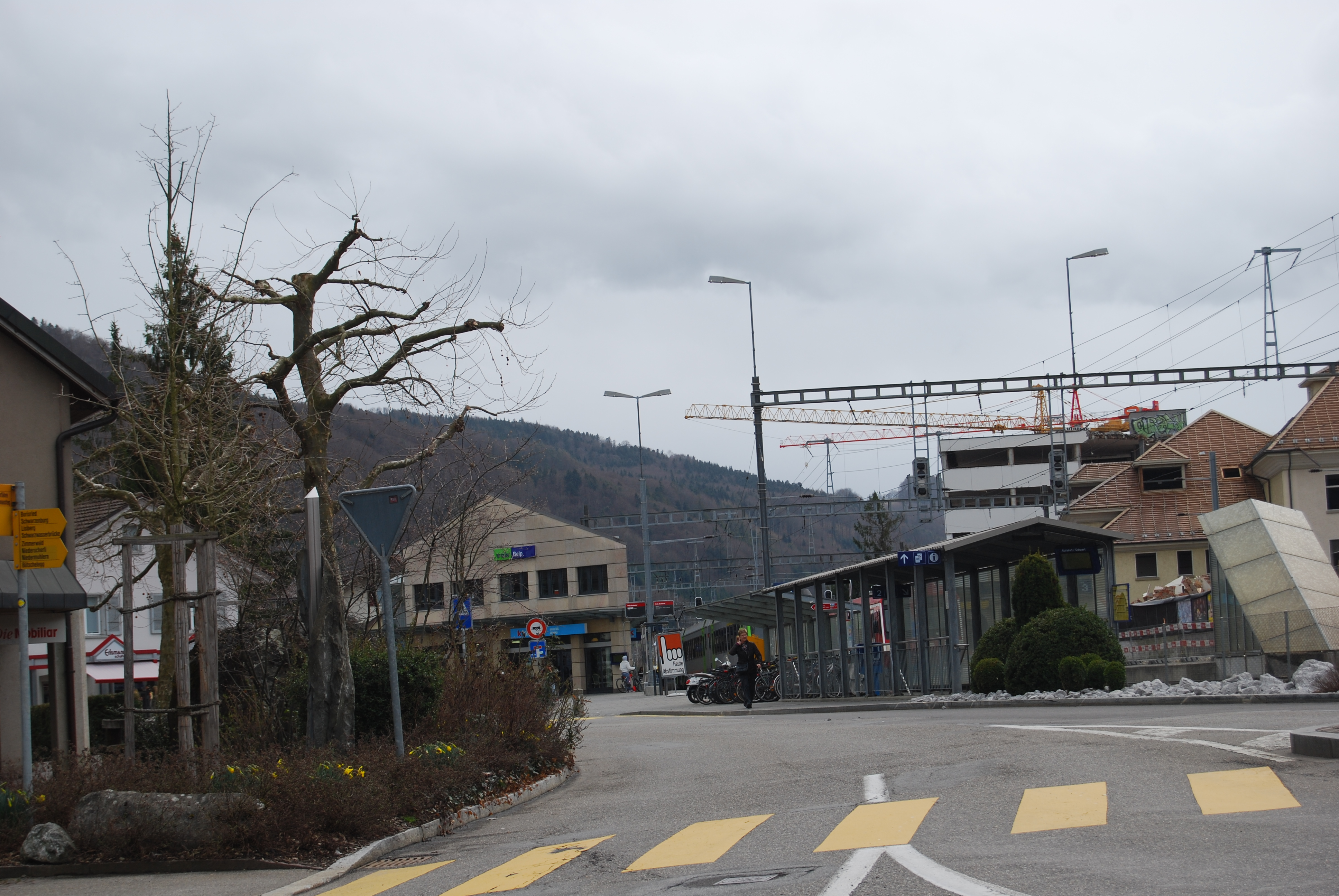
Bahnhof Belp
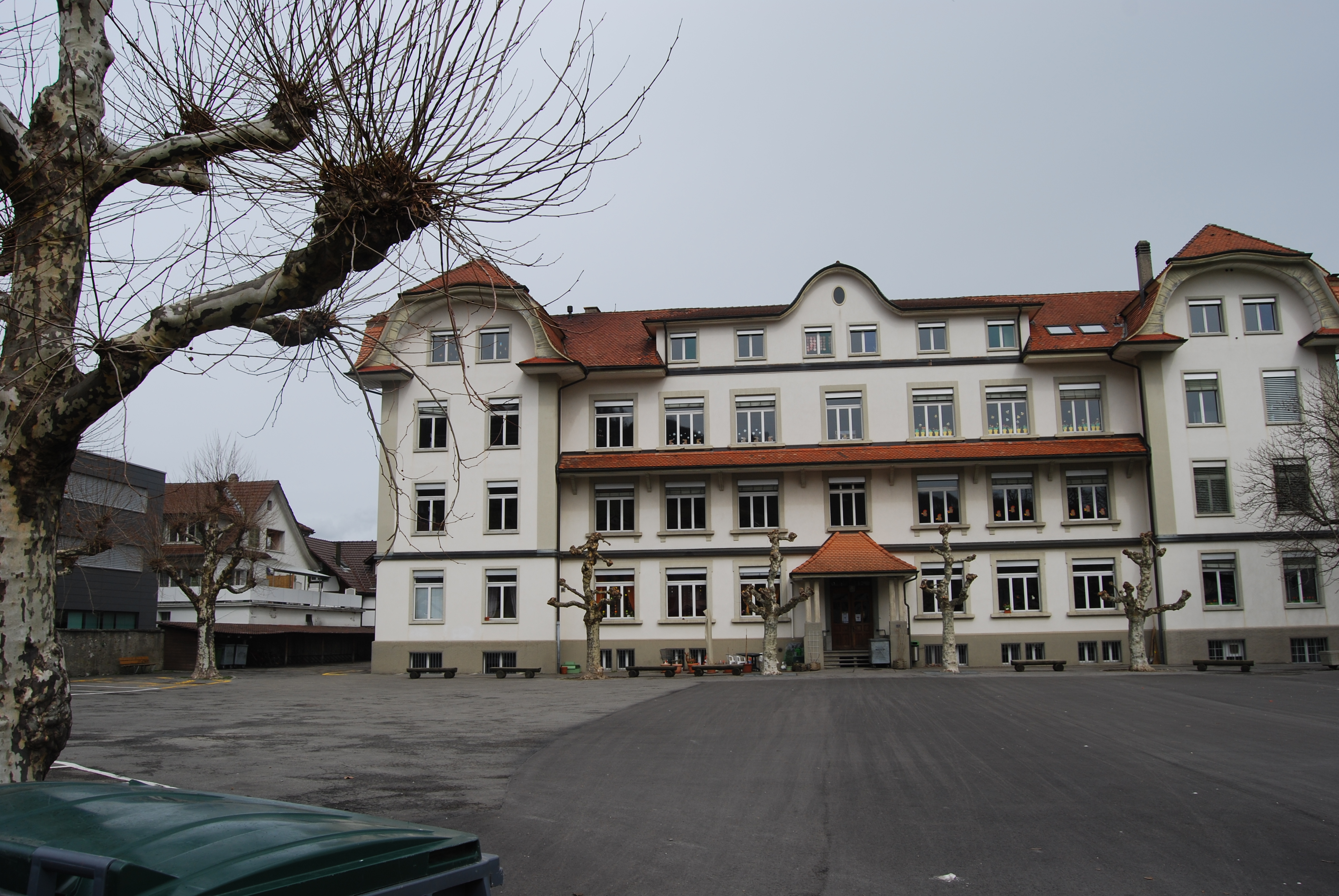
Schulhaus
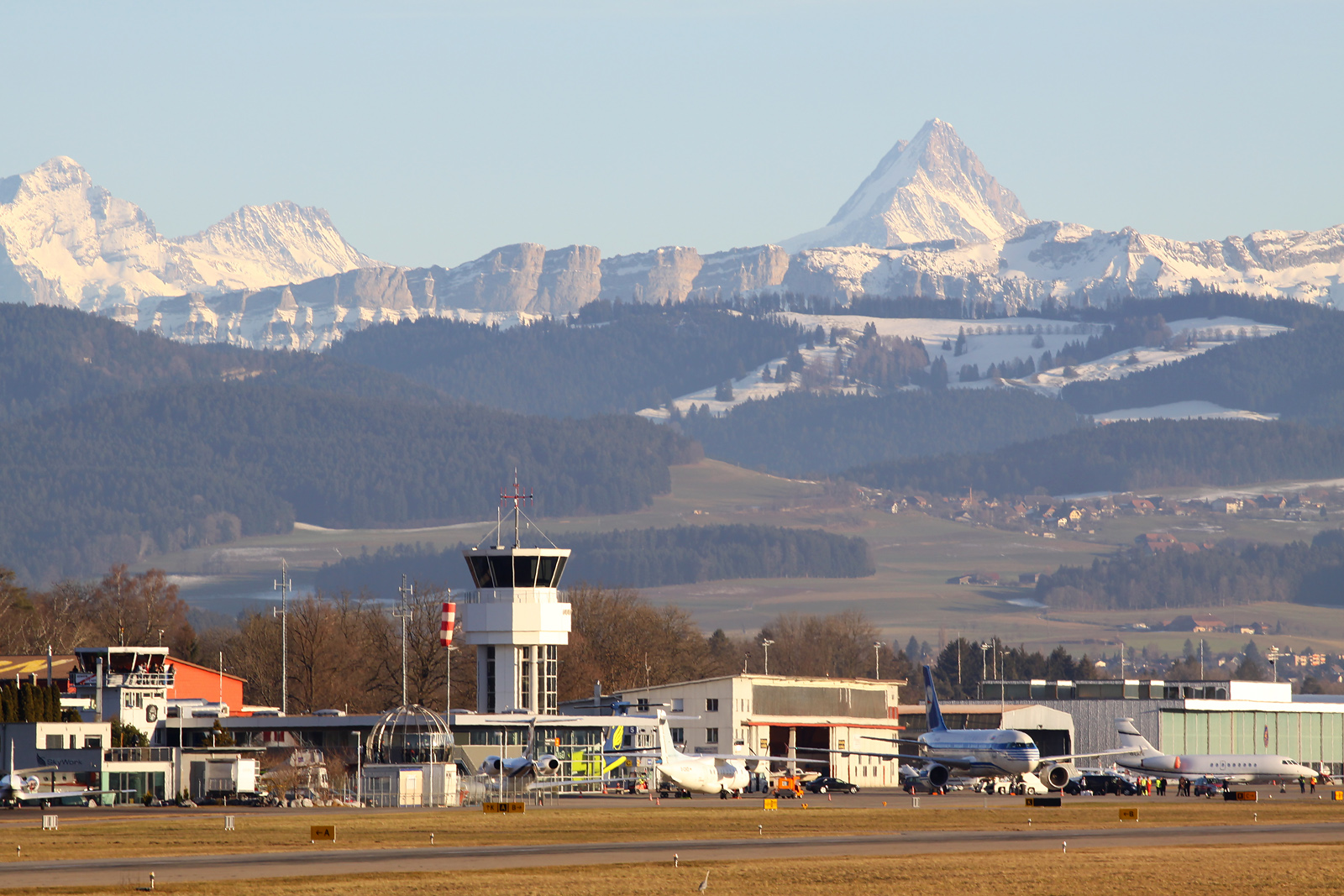
Flughafen Bern-Belp
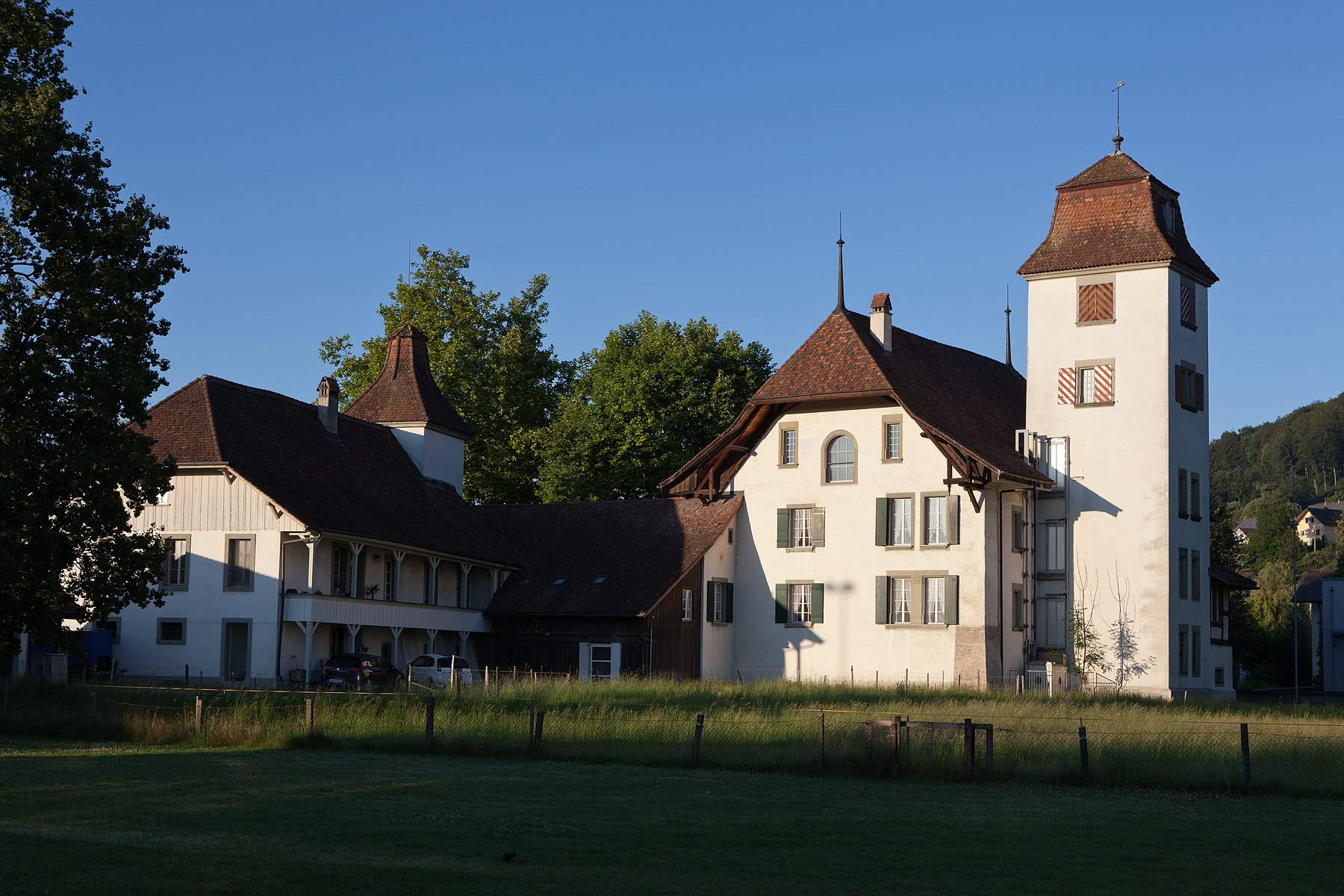
Schloss Belp, Nordansicht
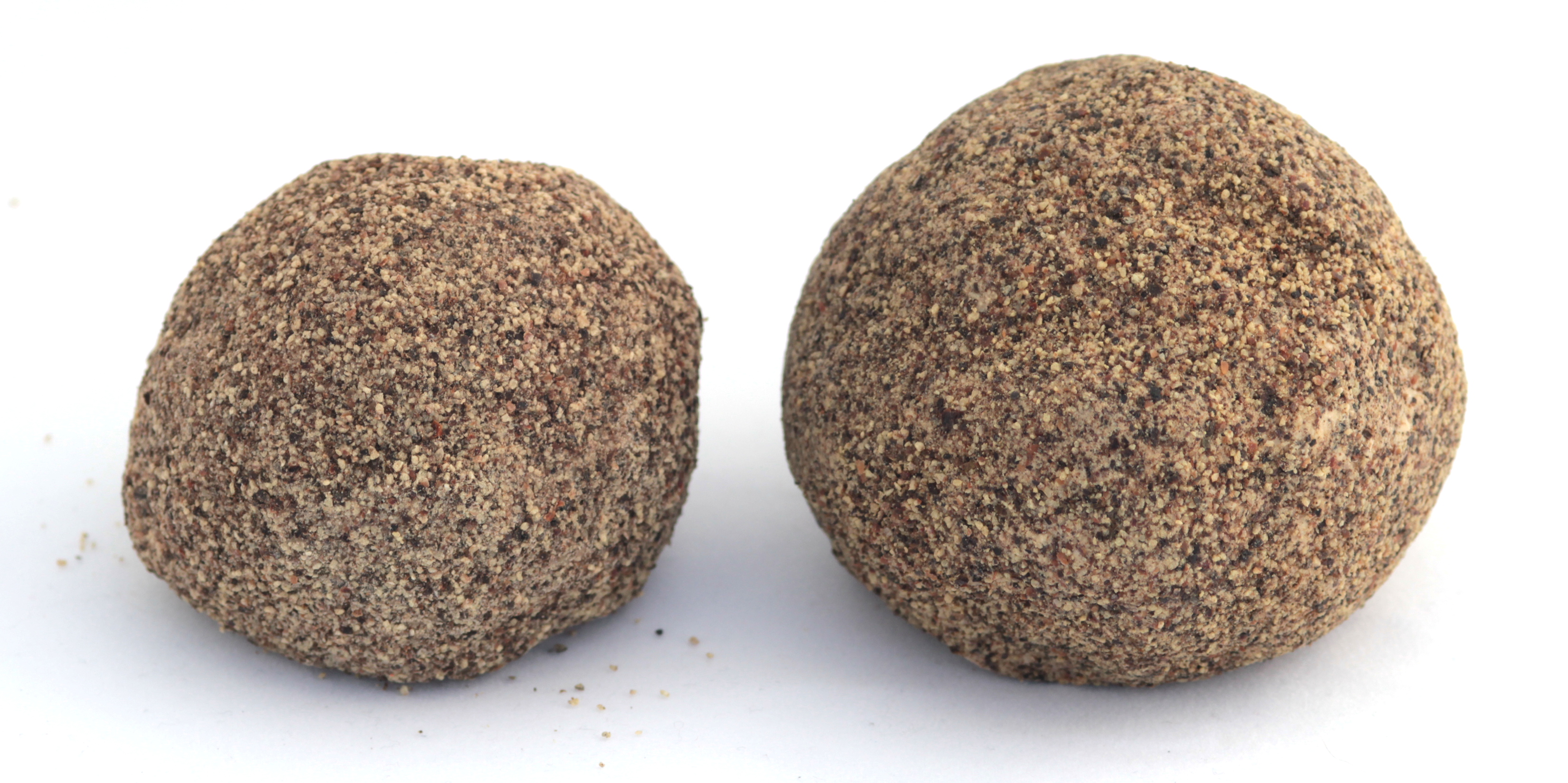
Belper Knolle